# Lullaby
«Lullaby» (en español: La «Canción de cuna») es una canción de The Cure, incluida en el álbum Disintegration, y lanzada como sencillo el 10 de abril de 1989.

## Historia
La versión americana del sencillo "Fascination Street" incluyó lados B de la edición británica de "Lullaby". Por tanto, la edición americana de "Lullaby" necesitaba incluir nuevos cortes. Los dos temas en directo, "Homesick" y "Untitled", fueron grabados durante el Disintegration Tour y se incluyen en el álbum de edición limitada "Entreat".
"Lullaby" alcanzó el número cinco en la UK Singles Chart en el momento del lanzamiento, convirtiéndose en su sencillo de mayor éxito en el Reino Unido a día de hoy. En Alemania e Irlanda llegó al puesto tres, en España al 4 y en Austria, Itlaia y Nouega alcanzó el número 5.

## Significado
El significado de "Lullaby" se ha especulado por los fanáticos, incluyendo como una metáfora de la adicción o para la depresión, y Smith ha ofrecido múltiples y diferentes explicaciones en cuanto a su tema o contenido. Tim Pope, un colaborador desde tiempo de The Cure en muchos de sus videos musicales, informó que "Lullaby" era, de hecho, una alegoría de pasado de adicciones del vocalista Robert Smith.

## Video musical
El video musical de «Lullaby» fue filmado en un estudio de sonido en Londres, Inglaterra. Cuenta con Robert en la cama, en una secuencia de una parálisis del sueño, y el resto de la banda tocando como soldados de plomo que esporádicamente aparecen unos pocos segundos. Smith también interpreta al "hombre araña" caníbal que se menciona en la letra (no se trata de Spider-Man, superhéroe de Marvel Comics) y su víctima, concluye con Smith siendo tragado por lo que parece ser una araña gigante.
El video musical, dirigido por Tim Pope y editado por Peter Goddard, ganó el premio al mejor vídeo británico en la gala de los Brit Awards de 1990.

## Lista de canciones
Sencillo de 7"
1. «Lullaby» - 4:08
2. «Babble» - 4:19

Sencillo de 12"
1. «Lullaby» - 7:43
2. «Babble» - 4:19
3. «Out of Mind» - 3:52

CD
1. «Lullaby» (Remix) - 4:10
2. «Babble» - 4:22
3. «Out of Mind» - 3:53
4. «Lullaby» (Extended Mix) - 7:29

## Posicionamiento en listas
| Lista (1989)                          | Máxima posición |
| ------------------------------------- | --------------- |
| Alemania (Offizielle Deutsche Charts) | 3               |
| Australia (ARIA)                      | 28              |
| Austria (Ö3 Austria Top 40)           | 5               |
| Bélgica (Flandes) (Ultratop 50)       | 15              |
| España (AFYVE)                        | 4               |
| Estados Unidos (Billboard Hot 100)    | 74              |
| Estados Unidos (Alternative Airplay)  | 23              |
| Estados Unidos (Hot Dance Club Songs) | 31              |
| Europa (Eurochart Hot 100)            | 7               |
| Finlandia (Official Finnish Charts)   | 17              |
| Francia (SNEP)                        | 22              |
| Irlanda (IRMA)                        | 3               |
| Italia (Musica e dischi)              | 5               |
| Nueva Zelanda (Recorded Music NZ)     | 7               |
| Noruega (VG-lista)                    | 5               |
| Países Bajos (Dutch Top 40)           | 9               |
| Países Bajos (Mega Single Top 100)    | 8               |
| Reino Unido (UK Singles Chart)        | 5               |
| Suiza (Schweizer Hitparade)           | 14              |

## Versiones
La canción ha sido interpretada por diversos artistas, incluyendo Just Jack en su canción "Snowflakes" de su álbum de 2002, The Outer Marker, y Rachel Stevens, en "All About Me", de su álbum de 2005, Come And Get It. También ha sido versionada por la banda australiana de trip-hop Spook, para su álbum The Dusk Sessions y por la banda británica de post-punk revival Editors, en el recopilatorio Radio 1: Established 1967.
La canción también está recogida en el álbum de Faithless de 2006 To All New Arrivals, incluida en el tema "Spiders, Crocodiles and Kryptonite", para el cual Robert Smith ha vuelto a grabar la voz.